# 缤纷悉尼
缤纷悉尼（Vivid Sydney），是澳洲悉尼每年一度的室外灯光节，它使得整个悉尼沉浸在灯光和投影中。部分灯光节的节目还包括：由当地和国际的音乐家带来的表演、生动灵感交流的对话和顶尖创意人士带来的辩论。
每年冬天的五月到六月，为期三周的灯光节活动会在悉尼的中心地带举行。缤纷悉尼灯光节的主要作品包括：灯光雕塑、多媒体工艺以及悉尼歌剧院和悉尼海港大桥等标志性建筑上的投影，把悉尼城内和周边地区变成夜晚室外的艺术品。
在2015年灯光节期间，活动地点包括：中央公园、车士活、悉尼大学、市中心周边、情人港和岩石区。

## 历史
缤纷悉尼是由布莱恩·伊诺提倡的节能活动“星光幻影悉尼”开始发展，伊诺与灯光设计师布鲁斯·拉慕斯（Bruce Ramus）合作，完成了向歌剧院两面投影的杰作。这个节日也受到了包括瑪莉-安妮·奇里亞寇、安東尼·巴斯提克、邁克·載伊、達維娜·傑克森及貝里·韋伯等人士的拥护。 

## 新南威尔士标志性景点在商业上的成功
新南威尔士州副州长安德魯·史東納表示，2012年的缤纷悉尼吸引了超过50万观光者参观户外的展览和活动，为新州带来了大约一千万的收入。2013年的缤纷悉尼则吸引了超过80万的观光者，为新州的经济带来了超过两千万的收入。
在2014年，灯光节包括了悉尼歌剧院、瓦爾許灣、环形码头、岩石区、北悉尼及情人港这几个景点，也包括了港弯灯光、星港城赌场和馬車創意空間这些第一次加入的景点。由驻伦敦的创作小组59製作创作的项目，点亮了悉尼歌剧院的屋顶。